# Mauerseglerlausfliege
Die Mauerseglerlausfliege (Crataerina pallida) ist ein Zweiflügler aus der Familie der Lausfliegen (Hippoboscidae).

## Merkmale
Hungernde Mauerseglerlausfliegen sind 6,3 bis 8,1 Millimeter lang, davon entfallen etwa drei Millimeter auf Kopf und Thorax. Mit Blut vollgesogen erreichen sie Längen von 7,4 bis 9,9 Millimetern, wobei die Männchen etwas kleiner als die Weibchen sind. Ihr Körper ist abgeplattet und schmutzig graubraun gefärbt, während der Kopf und Thorax dunkler gefärbt sind als die Beine. Der Hinterleib ist durchscheinend, sodass ihn die durchscheinende Hämolymphe grün färbt. Die Flügel sind dreieckig, dreimal so lang wie breit und am Ende zugespitzt. Sie sind 4 bis 4,5 Millimeter lang. Das ist etwas mehr als die Länge des Hinterleibs vor einer Blutmahlzeit. Mit ihren verkürzten Flügeln kann diese Lausfliege gesteuert segeln, aber nicht aktiv fliegen.

## Vorkommen und Lebensweise

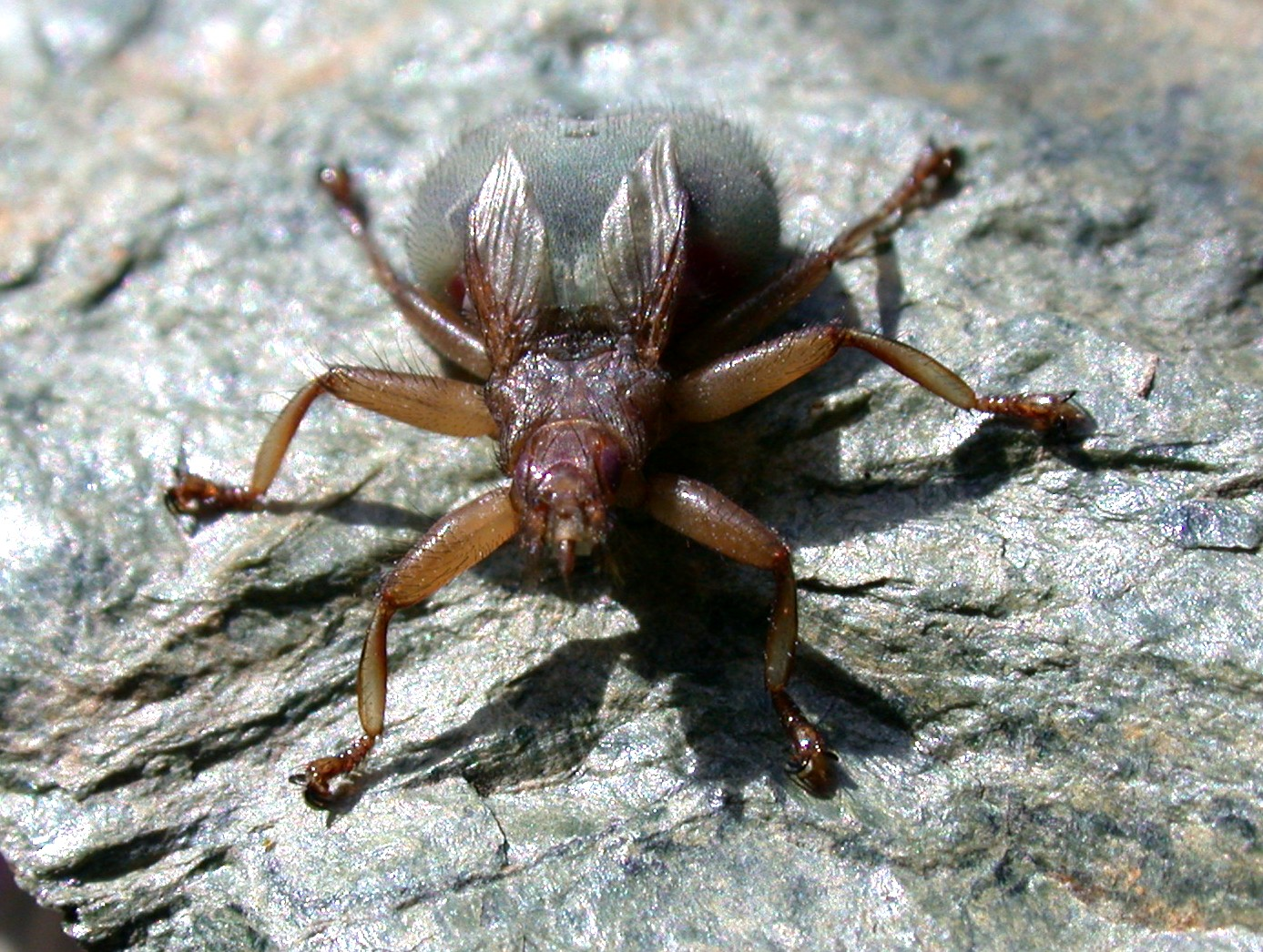
Vollgesogene weibliche Lausfliege

Die Mauerseglerlausfliege ist ein Parasit, dessen Wirtstiere vor allem Mauersegler, aber auch Schwalben sind. Sie krallen sich am Körper der Vögel fest und saugen Blut – im Extremfall können sie bei kühlen Temperaturen auch bis zu 20 Tage hungern. Die Lebenszyklen der Fliege und der Wirtstiere sind stark synchronisiert.
Die Larven entwickeln sich ausschließlich im Uterus des Weibchens, was als Viviparie bezeichnet wird, und ernähren sich von dort erzeugten Sekreten (adenotrop). Die Larven werden unterhalb oder in einiger Entfernung des Seglernests abgelegt, wenn sie das dritte Stadium erreicht haben. Sie verpuppen sich nahezu unverzüglich.
Wenn die Vögel ihr Brutgeschäft abgeschlossen haben und auch die am oberen Rand von Hauswänden, unter den Dachvorsprüngen, gelegenen Nester nicht mehr aufsuchen, ist ein aktives Eindringen der Fliegen in menschliche Wohnräume möglich. Sie saugen dann „gelegentlich Blut am Menschen, wenn die Vögel im frühen Herbst ihre Nester verlassen.“ Die Bisse sind sehr schmerzhaft, und die juckenden Quaddeln halten ungefähr eine Woche an.
Die Mauerseglerlausfliege teilt sich vermutlich das Verbreitungsgebiet mit ihren Wirtstieren.